# 福昌寺 (渋谷区)
福昌寺（ふくしょうじ）は、東京都渋谷区にある曹洞宗の寺院。

## 概要
安土桃山時代に開山された。

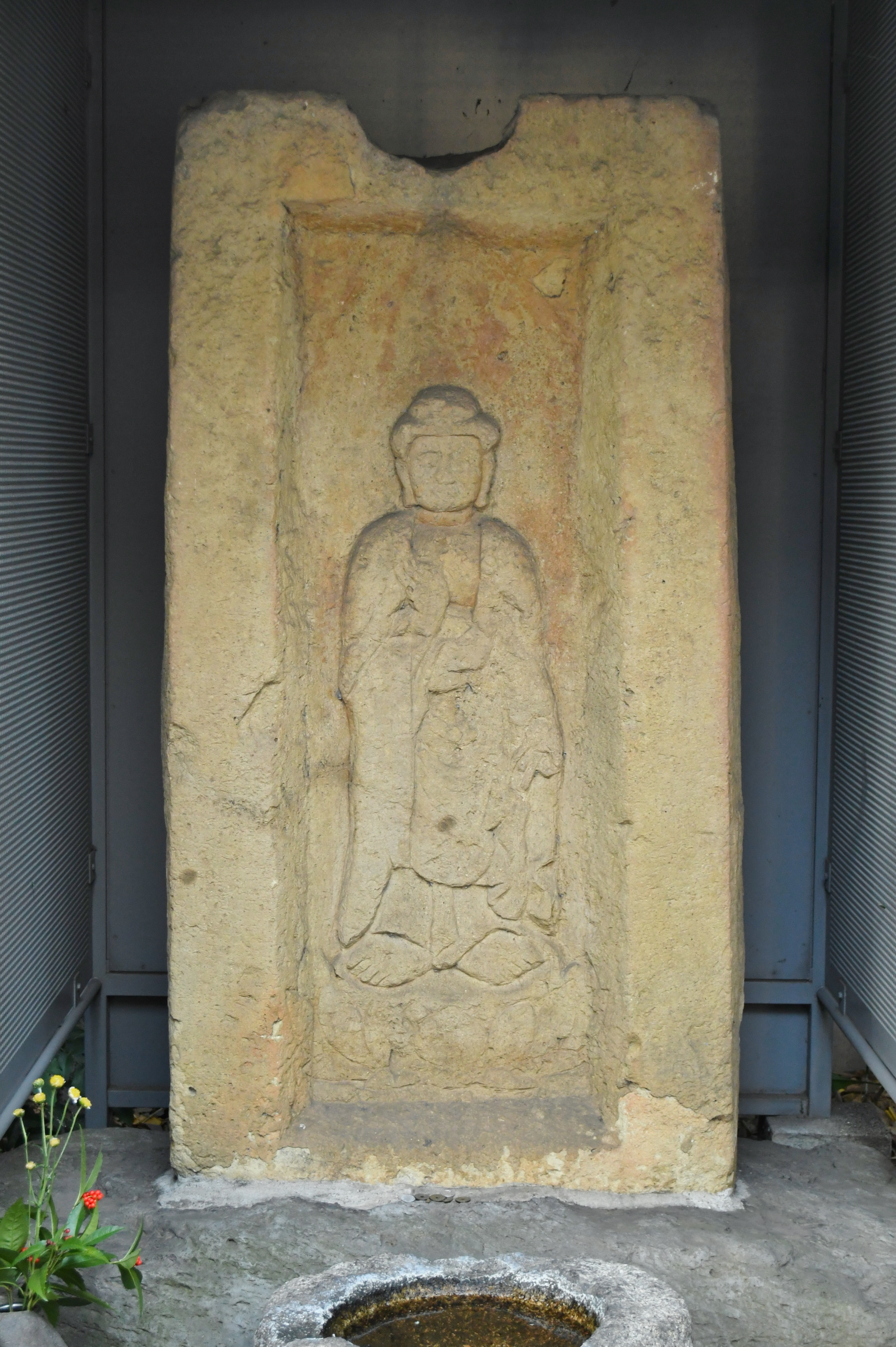
石棺仏

当寺には、関東地方唯一といわれる「石棺仏」がある。「石棺仏」とは、古墳にあった石棺を流用して仏を彫った石仏の一種である。当寺の石棺仏は、石棺の蓋を流用し、阿弥陀如来を彫ったものである。調査の結果、石材は兵庫県産で、彫られた時期は南北朝時代であることが判明している。1950年（昭和25年）、造園業の東光園（現グリーン・ワイズ）が入手し、当寺に寄進された。
また、かつて存在した渋谷生花市場の関係者によって造立された「花供養塔」もある。

## 交通アクセス
- 恵比寿駅より徒歩7分。